# Юйхуатай
Юйхуата́й (кит. упр. 雨花台, пиньинь Yǔhuātái, буквально: «Помост дождя и цветов») — район городского подчинения города субпровинциального значения Нанкин провинции Цзянсу (КНР).

## История
До середины XX века эти земли были частью уезда Цзяннин (江宁县).
В 1949 году в этих местах были образованы Район № 11 и Район № 12. В 1955 году они были объединены в район Юйхуатай.

## Административное деление
Район делится на 6 уличных комитетов.

## Экономика
Здесь расположена Нанкинская «Кремниевая долина», на территории которой работают более 700 высокотехнологичных предприятий, более 3 тыс. компаний-разработчиков программного обеспечения и свыше 300 тыс. программистов.
В Юйхуатае базируется научно-исследовательский центр компании ZTE.

## Транспорт
В районе расположен Южный железнодорожный вокзал — один из крупнейших транспортных узлов Китая (через вокзал и привокзальную площадь ежедневно проходят 400 тыс. пассажиров и 100 тыс. автомобилей и автобусов).

## Галерея

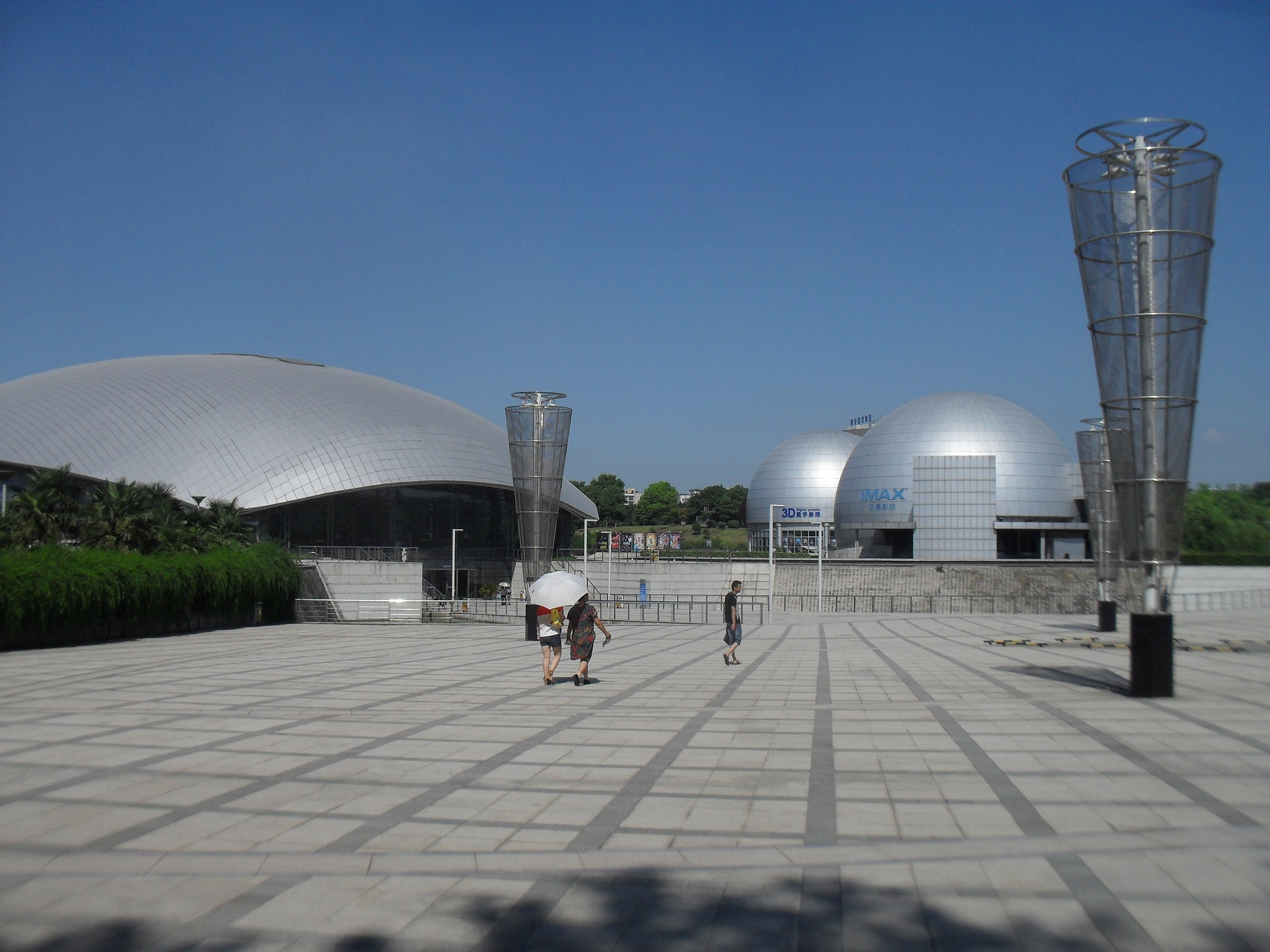
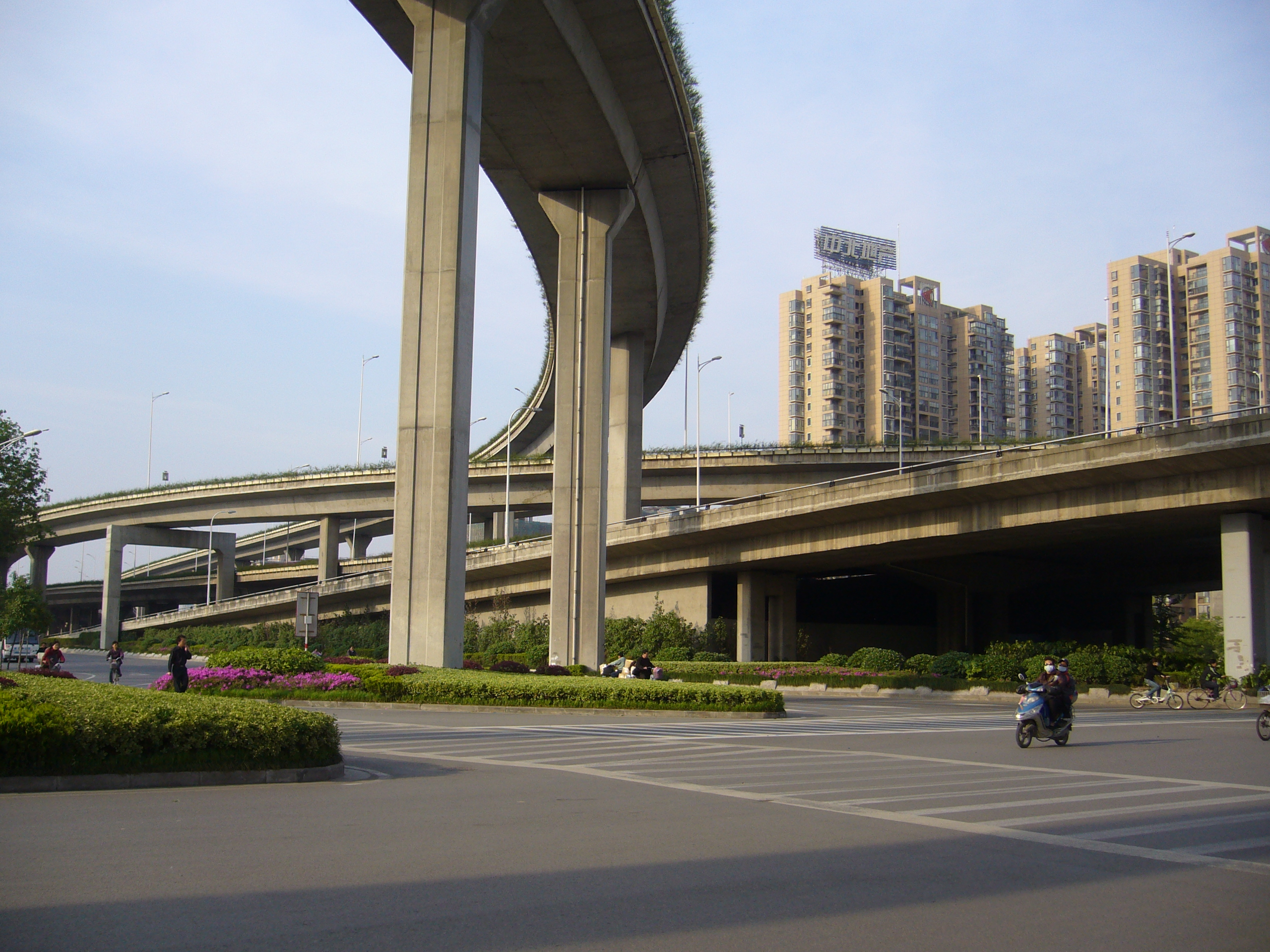
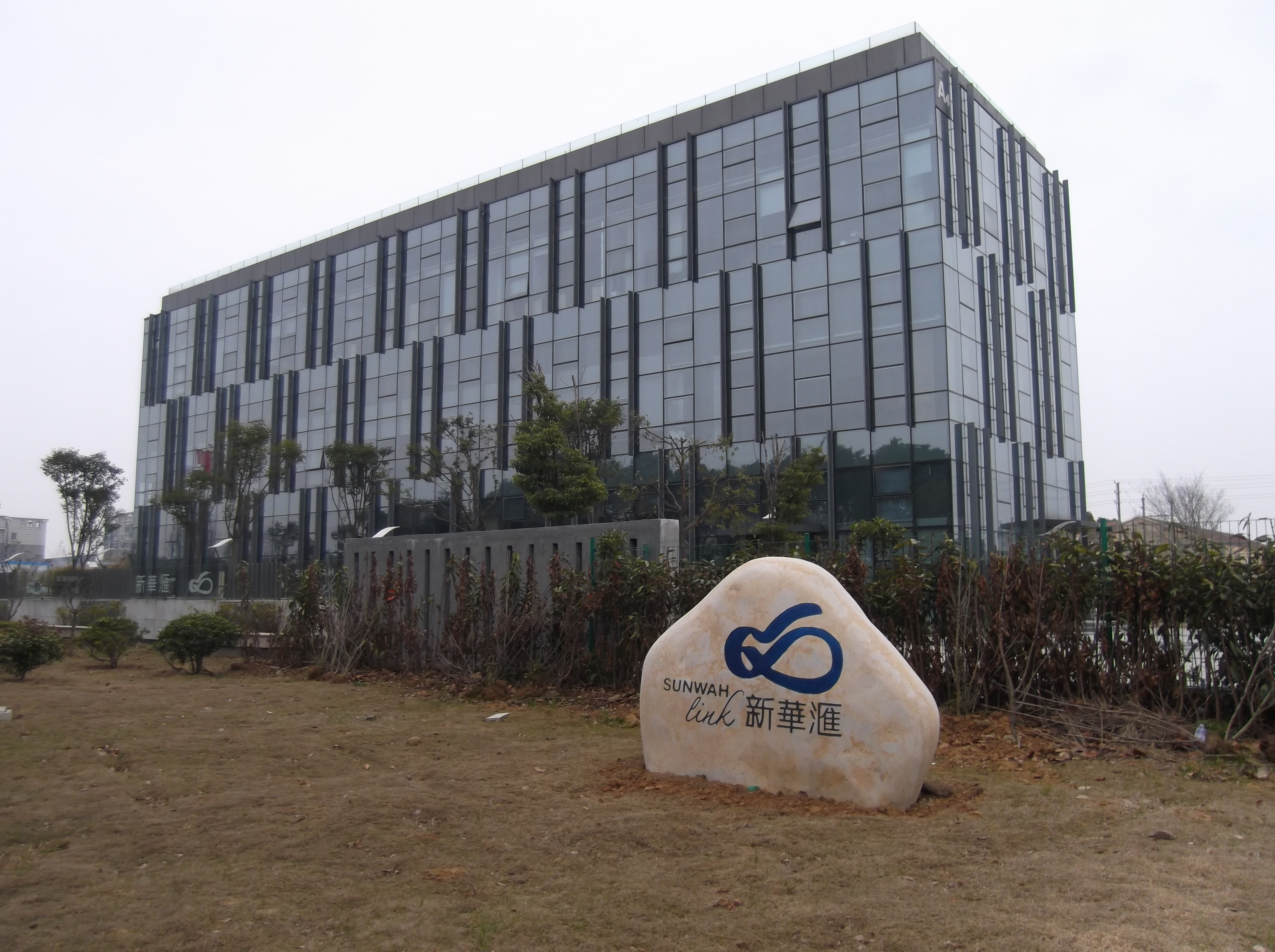